# Allée du Turf
Pour les articles homonymes, voir Turf.
L'allée du Turf (en néerlandais: Turfdreef) est une allée en forêt de Soignes. C'est une allée réservée en principe aux cavaliers qui relie directement le bois de la Cambre à la forêt de Soignes.

## Particularité
De par sa proximité avec l'ancien champ de courses, cette dernière partie du bois de la Cambre porte des noms relatifs au monde hippique. On y trouve ainsi l'avenue du Champ de Courses, l'allée des Coursiers, l'allée du Derby, le chemin du Haras ainsi que l'allée du Turf. Toutefois, seule l'allée du Turf est un chemin réservé aux cavaliers.

## Allée des centres équestres
L'allée du Turf permet aux cavaliers des deux centres équestres proches du bois de la Cambre de rejoindre en toute sécurité la forêt de Soignes. Il s'agit du Royal Étrier belge, installé au champ du Vert Chasseur, et du Centre Equestre de la Cambre, installé chaussée de Waterloo. Ceci étant dit, elle permet bien évidemment aux cavaliers venant de la forêt de Soignes de rejoindre la partie bois de la Cambre.

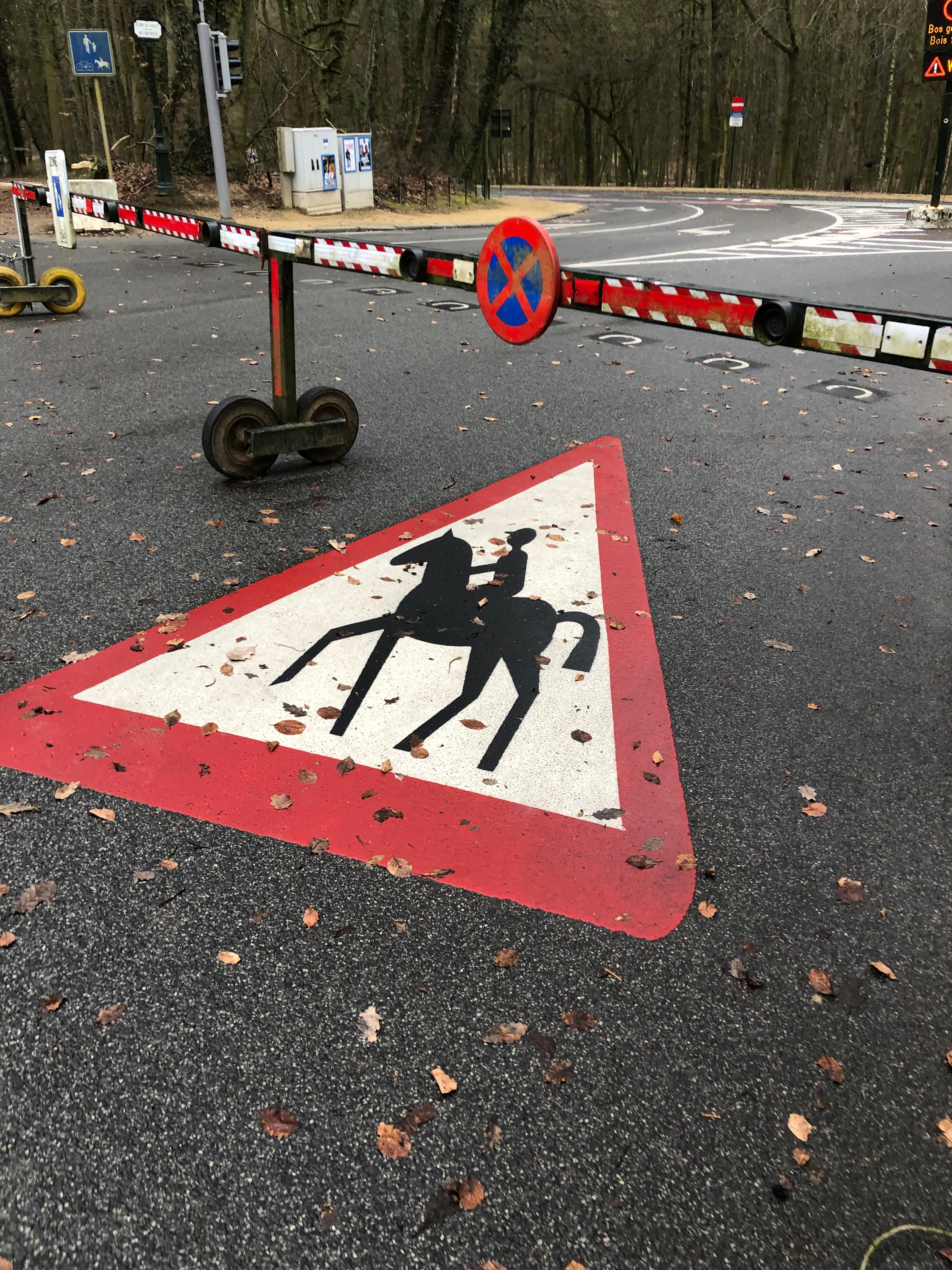
Avertissement au sol du passage de chevaux
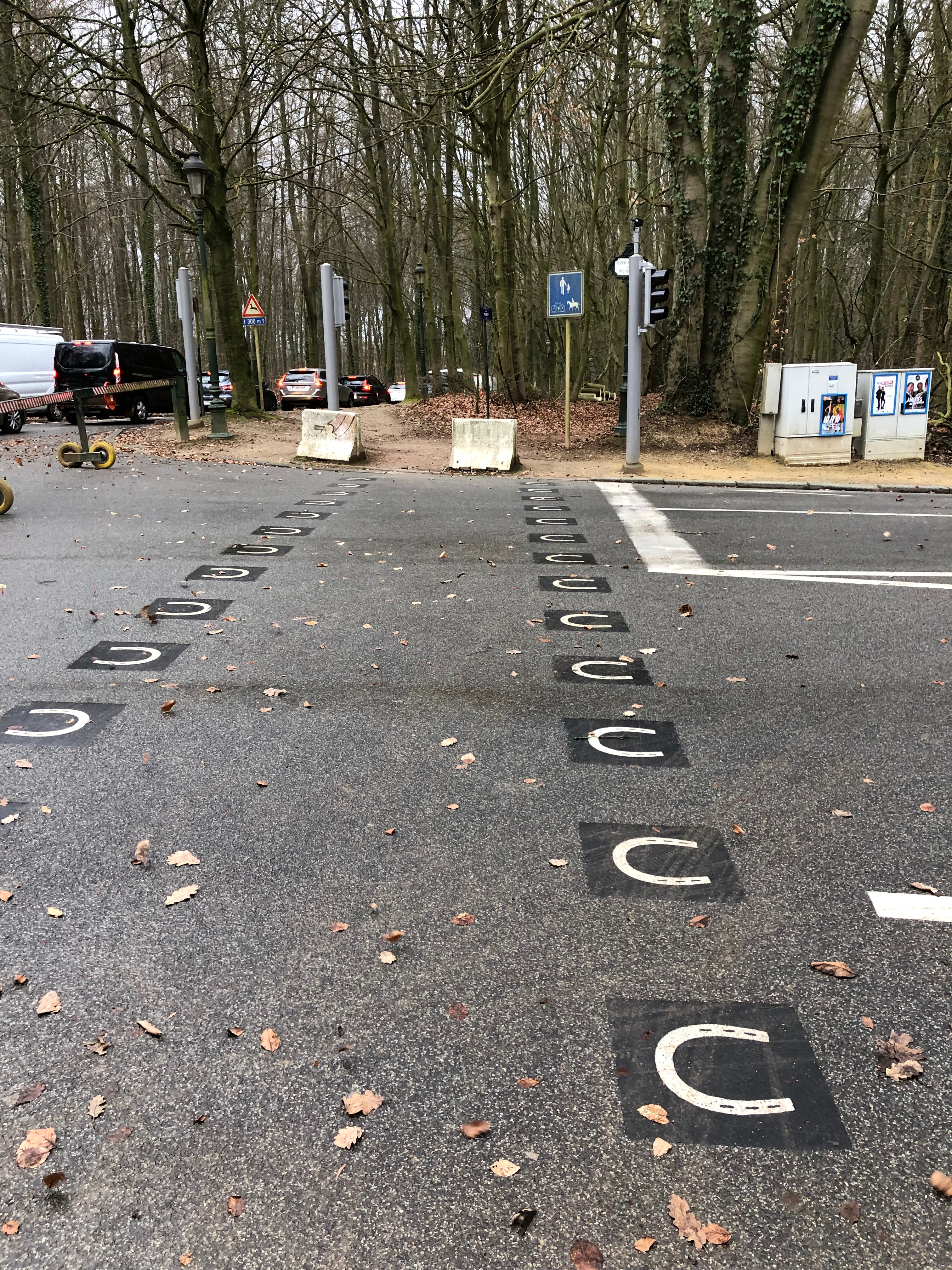
Marquage pour chevaux en prolongation de l'allée du Turf

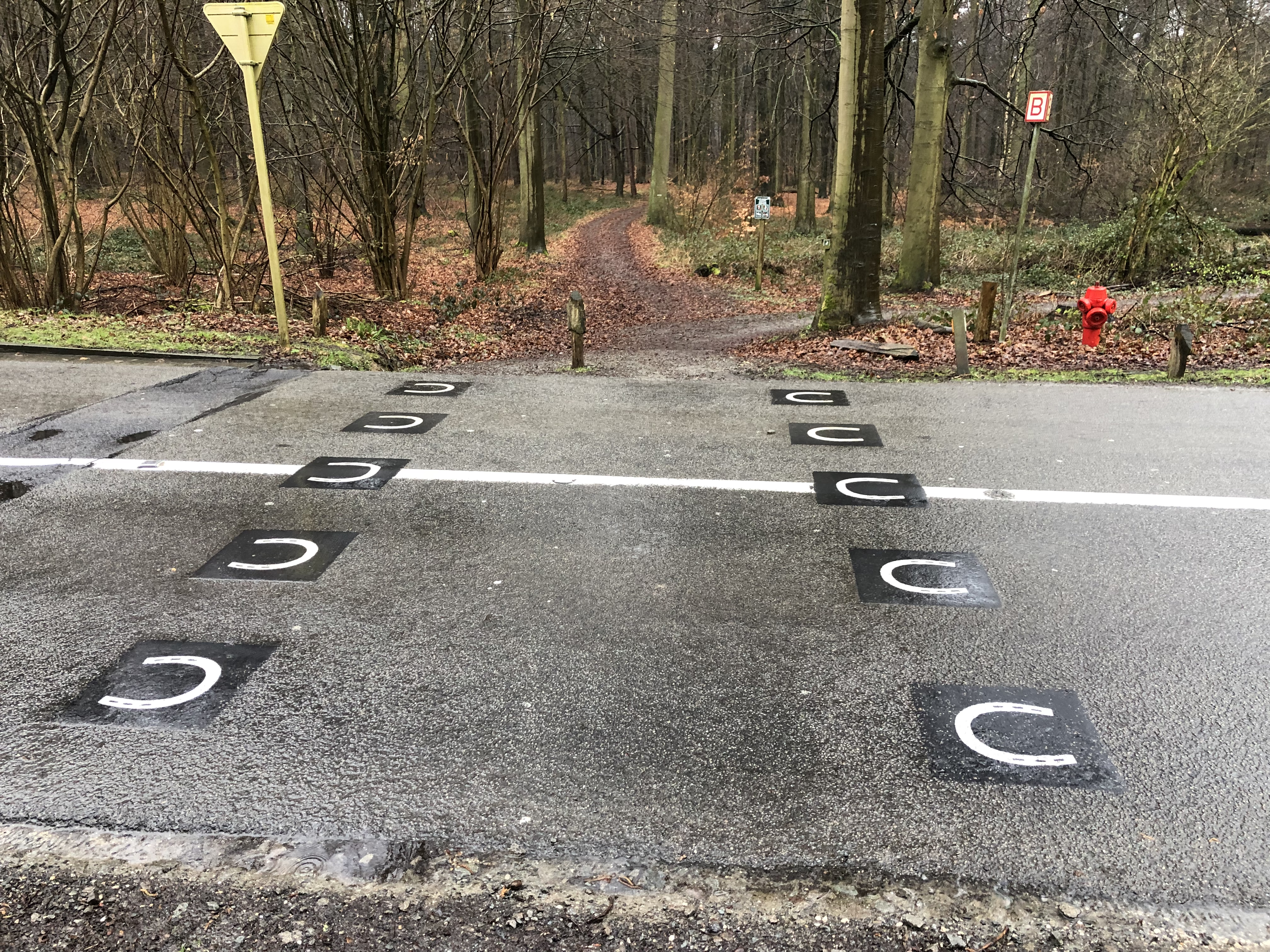
Marquage pour chevaux traversant la drève Saint-Hubert